# روبرت ماكفرلين (لاعب كريكت)
روبرت ماكفرلين (7 فبراير 1955 - ) (بالإنجليزية: Robert McFarlane)‏ هو لاعب كريكت أسترالي.

## وصلات خارجية
- روبرت ماكفرلين على موقع إي آس بي آن كريك إنفو (الإنجليزية)